# Thienemanniella flaviforceps
Thienemanniella flaviforceps är en tvåvingeart som beskrevs av Jean-Jacques Kieffer 1925. Thienemanniella flaviforceps ingår i släktet Thienemanniella och familjen fjädermyggor.
Artens utbredningsområde är Polen. Inga underarter finns listade i Catalogue of Life.